# Le renouveau
Le Renouveau è il primo street album del gruppo rap Sexion d'Assaut.

## Tracce
1. L'ogive nucléaire (Maître Gims; Barack Adama; Lefa; Black M) - 04:53
2. 22 h 45 (Maître Gims ; Lefa) - 03:52
3. Énième Tentative (Barack Adama ; Maska) - 03:55
4. Le Monde à l'envers (Maître Gims ; Maska) - 04:04
5. Fils de lâche (Lefa ; Maître Gims ; JR O Crom; Doomams) - 04:18
6. Normal feat. Dry (Maître Gims ; JR O Crome ; Dry ; Maska) - 04:32
7. On va vous apprendre (Barack Adama ; Maître Gims ; Black Mesrimes) - 04:18
8. Eh dis-moi (Lefa ; JR O Crome) - 03:14
9. Histoire pire que vraie (Barack Adama ; Maître Gims) - 04:10
10. Loin (Maître Gims ; Lefa ; Maska) - 03:32
11. Arrête de te plaindre (Lefa ; Barack Adama ; Maître Gims (chant), Maska) - 03:29
12. Rescapé feat. Kizito (Black Mesrimes) - 04:51
13. Parce que souvent (Maître Gims ; Barack Adama ; Maska ; JR O Chrome) - 05:12
14. Antitecktonik (Barack Adama ; Maître Gims ; Maska ; Black Mesrimes) - 04:25
15. 50/50 (Barack Adama ; Lefa) - 04:37
16. Gotham City feat. R-Mak (Barack Adama ; Maître Gims ; R-Mak; Black Mesrimes ; Maska ; JR O Chrome ; Black Mesrimes) - 04:31
17. Glock (Maître Gims) - 04:03
18. Dédicace (Barack Adama) - 04:38